# خالد الحربي (لاعب تنس طاولة)
خالد الحربي (مواليد 10 يوليو 1975)، هو لاعب تنس سعودي، مثّل بلاده خلال الألعاب الأولمبية الصيفية 2004 التي أُقيمت في أثينا باليونان.
وكان خالد الحربي قد خرج من منافسات دورة أثينا في لعبة تنس الطاولة بعد خسارته من اللاعب الصربي ألكساندر كاراكاسيفيتش بأربعة أشواط دون مقابل.
وفي دورة الألعاب العربية 2011 التي أُقيمت في الدوحة بقطر، كان الحربي ضمن المنتخب السعودي لتنس الطاولة الذي خسر المباراة النهائية أمام منتخب مصر.

## المشاركة الأولمبية

### أثينا 2004
| الرياضيّ     | الحدث     | الدور الأول                                | الدور الثاني    | الدور الثالث    | الدور الرابع    | ربع النهائي     | نصف النهائي     | النهائي / م.ب.  | النهائي / م.ب. |
| الرياضيّ     | الحدث     | المنافس النتيجة                            | المنافس النتيجة | المنافس النتيجة | المنافس النتيجة | المنافس النتيجة | المنافس النتيجة | المنافس النتيجة | الترتيب        |
| ----------- | --------- | ------------------------------------------ | --------------- | --------------- | --------------- | --------------- | --------------- | --------------- | -------------- |
| خالد الحربي | فردي رجال | كاراكاسيفيتش (صربيا والجبل الأسود) · L 0–4 | لم يتأهل        | لم يتأهل        | لم يتأهل        | لم يتأهل        | لم يتأهل        | لم يتأهل        | لم يتأهل       |

## المشاركة العربية

### دورة الألعاب العربية 2011
| الحدث | الذهبية                                                                    | الفضية                                                                                      | البرونزية                                                                         |
| ----- | -------------------------------------------------------------------------- | ------------------------------------------------------------------------------------------- | --------------------------------------------------------------------------------- |
| فردي  | السيد لاشين (EGY)                                                          | عمر عصر (EGY)                                                                               | خالد الحربي (KSA)                                                                 |
| فردي  | السيد لاشين (EGY)                                                          | عمر عصر (EGY)                                                                               | منعم تيرسلت (MAR)                                                                 |
| زوجي  | مصر (EGY) · السيد لاشين · أحمد صالح                                        | الكويت (KUW) · إبراهيم حسن · سالم الحسن                                                     | السعودية (KSA) · عبد العزيز العباد · خالد الحربي                                  |
| زوجي  | مصر (EGY) · السيد لاشين · أحمد صالح                                        | الكويت (KUW) · إبراهيم حسن · سالم الحسن                                                     | البحرين (BHR) · حمد بوحيجي · محمد بوشلايبي                                        |
| فِرق   | مصر (EGY) · عمر عصر · محمد البلايلي · عماد السيد · السيد لاشين · أحمد صالح | السعودية (KSA) · فيصل المطيري · نايف الجدي · خالد الحربي · أكرم الغامدي · عبد العززي العباد | الإمارات العربية المتحدة (UAE) · محمد البحار · راشد حسن · جاسم لينجاوي · راشد عمر |

مصدر: 

## روابط خارجية
- خالد الحربي على موقع اللجنة الأولمبية الدولية (الإنجليزية)
- خالد الحربي على موقع أوليمبيديا (الإنجليزية)